# Колегов, Николай Степанович
Николай Степанович Колегов (20 декабря 1897, село Визинга Визингская волость Усть-Сысольского уезда Вологодской губернии — 27 января 1983, г. Горно-Алтайск Алтайского края) — советский партийный и хозяйственный деятель, ответственный секретарь Коми обкома ВКП(б) (март 1930 — август 1932).
По национальности — коми. Окончил начальную школу и Усть-Сысольское 4-классное городское училище (1915). Работал в крестьянском хозяйстве родителей, затем по канцелярской части в волостном правлении. В июле 1916 г. призван в армию, был зачислен во 2-ю батарею гвардейского запасного артиллерийского дивизиона, расквартированного в Новом Петергофе. Демобилизовался в мае 1918 года.
С июля того же года работал писцом в Усть-Сысольском уездном военкомате. В мае 1919 г. добровольцем записался в Красную Армию, участник гражданской войны. В том же году вступил в РКП(б).
С октября 1921 г. — на ответственной работе в Коми областном революционном трибунале, ОГПУ, областной контрольной комиссии ВКП(б). С 1927 г. — председатель Коми областной контрольной комиссии Рабоче-крестьянской инспекции.
Ответственный (первый) секретарь Коми обкома ВКП(б) (март 1930 — август 1932). Делегат XVI съезда партии (1930) и XVII Всесоюзной конференции ВКП(б) (1932).
С августа 1932 г. — на курсах марксизма-ленинизма при ЦК ВКП(б). С мая 1933 г. начальник политотдела МТС в Западно-Сибирском крае. С января 1935 года 1-й секретарь Алтайского райкома ВКП(б) Западно-Сибирского края. В последующем — член партколлегии ЦК ВКП(б) по Алтайскому краю, зав. сектором и отделом Горно-Алтайского обкома партии.
Арестован 08.04.1939 г. НКВД Коми АССР предъявлено обвинение по ст. 17-58, 58-7,58-11 УК РСФСР. Постановлением того же ведомства от 05.09.1939 г. дело прекращено. Направлен в г. Ойрот-Тура (ныне — г. Горно-Алтайск), где назначен на должность директора молокозавода (управляющим конторы «Облсырпром»).
В 1946 году упоминается как член Президиума Ойрот-Турского горкома союза работников политросветучреждений.
В 1954 году заочно окончил высшую партийную школу при ЦК КПСС. Место работы в тот период не выяснено.
Один из организаторов и в 1969—1976 гг. первый председатель Горно-Алтайского краевого Совета ветеранов партии, комсомола, войны и труда.